# ساروف (ترتر)
ساروف (به لاتین: Sarov) یک منطقه مسکونی در جمهوری آذربایجان است که در شهرستان ترتر واقع شده است. ساروف ۱۴۹۵ نفر جمعیت دارد.